# Cantonul Saint-Didier-en-Velay
Cantonul Saint-Didier-en-Velay este un canton din arondismentul Yssingeaux, departamentul Haute-Loire, regiunea Auvergne, Franța.

## Comune
- Pont-Salomon
- Saint-Didier-en-Velay (reședință)
- Saint-Ferréol-d'Auroure
- Saint-Just-Malmont
- Saint-Romain-Lachalm
- Saint-Victor-Malescours
- La Séauve-sur-Semène